# Coupe d'Europe de ski alpin 2000-2001
Navigation
Édition précédente Édition suivante
La Coupe d'Europe de ski alpin 2000-2001 est la 30e édition de la Coupe d'Europe de ski alpin, compétition de ski alpin organisée annuellement par la Fédération internationale de ski. Elle se déroule du 29 novembre 2000 au 12 mars 2001 dans vingt-six stations européennes réparties dans huit pays. Ce sont les Suisses Lilian Kummer et Ambrosi Hoffmann qui remportent les classements généraux.

## Déroulement de la saison
La saison débute par un slalom géant à Levi le 29 novembre 2000 pour les hommes et un slalom à Bardonnèche le 5 décembre pour les hommes. Elle comporte, après annulations et reports, quatorze étapes masculines et quinze étapes féminines réparties dans huit pays. Les finales ont lieu du 12 au 15 mars 2001 dans la station italienne de Piancavallo mais sont fortement amputées. Une épreuve parallèle par équipe est également prévue à Piancavallo à l'occasion des finales, mais elle n'a finalement pas lieu.
Chez les dames, la saison est assez déséquilibrée en faveur des épreuves techniques : onze slaloms et dix slaloms géants pour six descente et cinq super G. C'est donc logiquement une spécialiste des épreuves techniques qui s'impose, la Suisse Lilian Kummer, pure géantiste qui remporte six des neufs géants auxquels elle participe (elle fait l'impasse sur l'épreuve d'Abetone pour se concentrer sur le géant des mondiaux de Saint-Anton, dont elle termine quatrième,) et qui réussit l'exploit de remporter le classement général en ne participant qu'à une seule des quatre disciplines, avec dix-neuf points d'avance sur sa dauphine Eveline Rohregger (de),. 
Chez les hommes, le déséquilibre entre les épreuves est moins marqué (dix-neuf courses techniques contre quatorze épreuves de vitesse) et c'est un spécialiste des épreuves de vitesses qui s'impose. Le Suisse Ambrosi Hoffmann s'adjuge le classement en descente et est second de celui de super G (dix podiums dont quatre victoires en quatorze courses), et il s'impose au classement général avec plus de deux cent points d'avance sur son dauphin autrichien, Stephan Görgl,. 

### Saison des messieurs
| \| Levi \| Sites des compétitions en Europe (hors des Alpes) |
| Levi                                                         |

| \| Alleghe St-Moritz Saas-Fee Altenmarkt im Pongau Donnersbachwald Courchevel Les Orres Pozza di Fassa Obereggen Ravascletto Bad Wiessee Wildschönau Maribor Sestrières Piancavallo \| Les sites des compétitions situés dans les Alpes |
| Alleghe St-Moritz Saas-Fee Altenmarkt im Pongau Donnersbachwald Courchevel Les Orres Pozza di Fassa Obereggen Ravascletto Bad Wiessee Wildschönau Maribor Sestrières Piancavallo                                                        |

### Saison des dames
| \| Szczyrk Špindlerův Mlýn Abetone \| Sites des compétitions en Europe (hors des Alpes) |
| Szczyrk Špindlerův Mlýn Abetone                                                         |

| \| Bardonnèche Serre Chevalier Chamonix Sankt Sebastian Les Orres Tignes Davos Missen Elbigenalp Pra-Loup Krompachy Ravascletto Rogla Wagrain Lenzerheide Piancavallo \| Les sites des compétitions situés dans les Alpes |
| Bardonnèche Serre Chevalier Chamonix Sankt Sebastian Les Orres Tignes Davos Missen Elbigenalp Pra-Loup Krompachy Ravascletto Rogla Wagrain Lenzerheide Piancavallo                                                        |

## Classement général
Les vainqueurs des classements généraux sont la Suisse Lilian Kummer, exclusivement géantiste et son compatriote Ambrosi Hoffmann spécialiste des épreuves de vitesse. Le podium féminin est complété par deux Autrichiennes : Eveline Rohregger (de), une autre spécialiste du géant à dix-neuf points de Kummer, et Ingrid Rumpfhuber spécialiste des épreuves de vitesse titrée en descente. On retrouve à la deuxième place du classement général masculin l'Autrichien Stephan Görgl titré en super-G, et à la troisième le Finlandais Sami Uotila titré en slalom géant.
| Rang | Nom                     | Points | Victoire(s) | Podium(s) |
| ---- | ----------------------- | ------ | ----------- | --------- |
| 1    | Ambrosi Hoffmann        | 1057   | 4           | 10        |
| 2    | Stephan Görgl           | 811    | 2           | 4         |
| 3    | Sami Uotila             | 736    | 5           | 7         |
| 4    | Beni Hofer (it)         | 630    | 2           | 4         |
| 5    | Norbert Holzknecht (de) | 628    | 2           | 5         |
| 6    | Florian Seer            | 619    | 3           | 4         |
| 7    | Manfred Pranger         | 559    | 2           | 5         |
| 8    | Rainer Salzgeber        | 541    | 2           | 5         |
| 9    | Davide Simoncelli       | 503    |             | 2         |
| 10   | Klaus Kröll             | 453    | 2           | 4         |

| Rang | Nom                        | Points | Victoire(s) | Podium(s) |
| ---- | -------------------------- | ------ | ----------- | --------- |
| 1    | Lilian Kummer              | 672    | 6           | 6         |
| 2    | Eveline Rohregger (de)     | 653    | 1           | 5         |
| 3    | Ingrid Rumpfhuber          | 598    | 1           | 5         |
| 4    | Henna Raita                | 576    | 1           | 7         |
| 5    | Michaela Kofler (de)       | 540    |             | 2         |
| 6    | Christine Sponring         | 507    | 4           | 4         |
| 7    | Monika Bergmann            | 502    | 2           | 3         |
| 8    | Barbara Kleon (it)         | 497    | 2           | 2         |
| 9    | Kristine Heggelund (it)    | 482    |             | 3         |
| 10   | Magdalena Planatscher (it) | 441    | 1           | 2         |

## Classements de chaque discipline
Les noms en gras remportent les titres des disciplines.

### Descente
Les vainqueurs des classements de descente sont l'Autrichienne Ingrid Rumpfhuber et le Suisse Ambrosi Hoffmann. Chez les femmes la compétition est très homogène : six vainqueurs différentes en six courses, et à part Rumpfhuber et ses quatre podiums aucun skieuse à plus de deux podiums de descente sur la saison. De nombreuses skieuses récompensées, mais beaucoup d'Autrichiennes parmi elles : sept dans le top 10 et un podium intégralement autrichien. Chez les hommes trois skieurs remportent deux courses, mais c'est le Suisse Ambrosi Hoffmann (cinq podiums) devant deux Autrichiens ex-æquo (quatre podiums chacun), Norbert Holzknecht (de) et Klaus Kröll.
| Rang | Nom                     | Points | Victoire(s) | Podium(s) |
| ---- | ----------------------- | ------ | ----------- | --------- |
| 1    | Ambrosi Hoffmann        | 546    | 2           | 5         |
| 2    | Norbert Holzknecht (de) | 410    | 2           | 4         |
| 2    | Klaus Kröll             | 410    | 2           | 4         |
| 4    | Roland Assinger         | 333    |             | 3         |
| 5    | Maurizio Feller (it)    | 299    | 1           | 2         |
| 6    | Andreas Buder           | 293    |             | 1         |
| 7    | Christian Greber        | 230    |             | 1         |
| 8    | Tobias Grünenfelder     | 207    |             |           |
| 9    | Konrad Hari             | 180    |             |           |
| 10   | Thomas Franz (it)       | 175    |             | 1         |

| Rang | Nom                       | Points | Victoire(s) | Podium(s) |
| ---- | ------------------------- | ------ | ----------- | --------- |
| 1    | Ingrid Rumpfhuber         | 360    | 1           | 4         |
| 2    | Astrid Vierthaler (de)    | 278    | 1           | 2         |
| 3    | Katja Wirth               | 222    | 1           | 1         |
| 4    | Kristine Kristiansen (it) | 196    |             | 1         |
| 5    | Michaela Kofler (de)      | 190    |             | 1         |
| 6    | Maria Holaus              | 176    |             |           |
| 7    | Kathrin Wilhelm (de)      | 161    |             |           |
| 8    | Karine Meilleur (it)      | 155    | 1           | 1         |
| 9    | Marianna Salchinger       | 147    |             | 1         |
| 10   | Tamara Müller (de)        | 136    |             | 1         |

### Super G
Les vainqueurs des classements de super G sont l'Italienne Barbara Kleon (it) et l'Autrichien Stephan Görgl.
Chez les femmes Klean est la seule à remporter deux super G, et la seule à passer la barre des deux-cent points correspondant à ces deux victoires. La Suisse Monika Dumermuth (une victoire et la seule autre skieuse avec deux podiums) se classe seconde devant l'Autrichienne Ingrid Rumpfhuber. Chez les hommes deux hommes se détachent au cours des six épreuves de la saison : l'Autrichien Stephan Görgl (deux victoires et deux secondes places) et le Suisse Ambrosi Hoffmann (deux victoires également, et trois troisième place), et c'est finalement Görgl qui l'emporte avec neuf points d'avance. L'autrichien Christoph Alster (de) complète le podium grâce à un petit point d'avance sur son compatriote Hannes Reichelt.
| Rang | Nom                     | Points | Victoire(s) | Podium(s) |
| ---- | ----------------------- | ------ | ----------- | --------- |
| 1    | Stephan Görgl           | 439    | 2           | 4         |
| 2    | Ambrosi Hoffmann        | 430    | 2           | 5         |
| 3    | Christoph Alster (de)   | 201    |             |           |
| 4    | Hannes Reichelt         | 200    | 1           | 1         |
| 5    | Matteo Berbenni (it)    | 196    |             |           |
| 6    | Jeff Piccard            | 176    | 1           | 1         |
| 7    | Norbert Holzknecht (de) | 174    |             | 1         |
| 8    | Rainer Salzgeber        | 172    |             | 2         |
| 9    | Thomas Graggaber (de)   | 166    |             |           |
| 10   | Konrad Hari             | 163    |             | 1         |

| Rang | Nom                    | Points | Victoire(s) | Podium(s) |
| ---- | ---------------------- | ------ | ----------- | --------- |
| 1    | Barbara Kleon (it)     | 261    | 2           | 2         |
| 2    | Monika Dumermuth       | 180    | 1           | 2         |
| 3    | Ingrid Rumpfhuber      | 177    |             | 1         |
| 4    | Karin Blaser           | 160    | 1           | 1         |
| 5    | Tanja Pieren (it)      | 140    |             | 1         |
| 6    | Astrid Vierthaler (de) | 136    | 1           | 1         |
| 7    | Catherine Borghi (it)  | 134    |             | 1         |
| 8    | Julia Mancuso          | 120    |             | 1         |
| 8    | Floriane Paturel (it)  | 120    |             | 2         |
| 8    | Patrizia Bassis (it)   | 120    |             |           |

### Géant
Les vainqueurs des classements de slalom géant sont la Suisse Lilian Kummer et le Finlandais Sami Uotila. Chez les femmes Lilian Kummer domine largement la saison en remportant six des dix courses. Les cinq podiums (dont une victoire) de l'Autrichienne Eveline Rohregger (de) lui assure la seconde place devant la norvégienne Kristine Heggelund (it). Chez les hommes Sami Uotila domine presque autant la saison que Kummer chez les femmes en remportant la moitié des cinq courses plus deux secondes places et termine avec plus de deux-cent points d'avance sur son dauphin, le Suisse Beni Hofer (it) (quatre podiums dont deux victoires), et presque trois-cent sur le troisième, l'Autrichien Florian Seer (une victoire et une deuuxième place).
| Rang | Nom                  | Points | Victoire(s) | Podium(s) |
| ---- | -------------------- | ------ | ----------- | --------- |
| 1    | Sami Uotila          | 710    | 5           | 7         |
| 2    | Beni Hofer (it)      | 498    | 2           | 4         |
| 3    | Florian Seer         | 419    | 1           | 2         |
| 4    | Davide Simoncelli    | 394    |             | 2         |
| 5    | Rainer Salzgeber     | 363    | 2           | 3         |
| 6    | Walter Girardi (it)  | 333    |             | 1         |
| 7    | Stephan Görgl        | 278    |             |           |
| 8    | Jeff Piccard         | 267    |             | 2         |
| 9    | Ronald Stampfer (de) | 202    |             |           |
| 9    | Alessandro Roberto   | 202    |             |           |

| Rang | Nom                        | Points | Victoire(s) | Podium(s) |
| ---- | -------------------------- | ------ | ----------- | --------- |
| 1    | Lilian Kummer              | 672    | 6           | 6         |
| 2    | Eveline Rohregger (de)     | 558    | 1           | 5         |
| 3    | Kristine Heggelund (it)    | 441    |             | 3         |
| 4    | Magdalena Planatscher (it) | 438    | 1           | 2         |
| 5    | Caroline Pellat-Finet (it) | 332    | 1           | 3         |
| 6    | Stina Hofgård Nilsen       | 285    |             | 3         |
| 7    | Michaela Kofler (de)       | 261    |             | 1         |
| 8    | Karin Köllerer             | 243    |             | 1         |
| 9    | Sonia Viérin               | 204    | 1           | 1         |
| 10   | Tanja Poutiainen           | 194    |             | 2         |

### Slalom
Les vainqueurs des classements de slalom sont la finlandaise Henna Raita et l'Autrichien Manfred Pranger. Chez les femmes trois skieuses se détachent. Henna Raita, six podiums en onze courses, mais une seule victoire. l'Allemande Monika Bergmann avec deux victoires et une deuxième place et l'Autrichienne Christine Sponring et ses quatre victoires. Et c'est finalement la régularité de la Finlandaise qui l'emporte avec quatorze et trente-quatre points d'avances sur ses rivales. 
Chez les hommes l'Autrichien Florian Seer remporte les deux premiers slaloms de la saison avant de se consacrer à la coupe du monde dans la spécialité et son compatriote Manfred Pranger, deux victoires également et cinq podiums en tout, remporte finalement le classement. Il devance l'Américain Tom Rothrock (en), quatre podiums dont une victoire, et le Slovène Mitja Dragšič (Une victoire et une troisième place).
| Rang | Nom               | Points | Victoire(s) | Podium(s) |
| ---- | ----------------- | ------ | ----------- | --------- |
| 1    | Manfred Pranger   | 550    | 2           | 5         |
| 2    | Tom Rothrock (en) | 398    | 1           | 4         |
| 3    | Mitja Dragšič     | 285    | 1           | 2         |
| 4    | Truls Ove Karlsen | 279    |             | 2         |
| 5    | Mika Marila       | 231    | 1           | 2         |
| 6    | Pierre Egger (it) | 207    |             | 1         |
| 7    | Florian Seer      | 200    | 2           | 2         |
| 8    | Kurt Engl         | 184    |             | 1         |
| 9    | Kilian Albrecht   | 180    | 1           | 2         |
| 10   | Markus Larsson    | 176    | 1           | 2         |

| Rang | Nom                   | Points | Victoire(s) | Podium(s) |
| ---- | --------------------- | ------ | ----------- | --------- |
| 1    | Henna Raita           | 516    | 1           | 6         |
| 2    | Monika Bergmann       | 502    | 2           | 3         |
| 3    | Christine Sponring    | 482    | 4           | 4         |
| 4    | Christine Hargin (it) | 369    |             | 2         |
| 5    | Claudia Riegler       | 282    | 2           | 2         |
| 6    | Tina Maze             | 252    |             | 2         |
| 7    | Stefanie Wolf (it)    | 248    |             | 1         |
| 8    | Marina Huber (it)     | 243    |             | 1         |
| 8    | Marlies Schild        | 243    | 2           | 2         |
| 10   | Karin Truppe (it)     | 227    |             |           |

## Calendrier et résultats

### Messieurs
| N°      | Lieu                 | Date              | Épreuve  | Vainqueur                | Deuxième                | Troisième                      |
| ------- | -------------------- | ----------------- | -------- | ------------------------ | ----------------------- | ------------------------------ |
| 1       | Levi                 | 29 novembre 2000  | Géant    | Sami Uotila              | Florian Seer            | Beni Hofer (it)                |
| 2       | Levi                 | 30 novembre 2000  | Géant    | Sami Uotila              | Jeff Piccard            | Beni Hofer (it)                |
| 3       | Levi                 | 1er décembre 2000 | Slalom   | Florian Seer             | Manfred Pranger         | Markus Larsson                 |
| 4       | Levi                 | 2 décembre 2000   | Slalom   | Florian Seer             | Kilian Albrecht         | Manfred Pranger                |
| 5       | Alleghe              | 12 décembre 2000  | Géant    | Sami Uotila              | Patrick Holzer          | Bjarne Solbakken               |
| 6       | Alleghe              | 12 décembre 2000  | Géant    | Florian Seer             | Davide Simoncelli       | Jeff Piccard                   |
| 7       | Saint-Moritz         | 19 décembre 2000  | Descente | Ambrosi Hoffmann         | Thomas Franz (it)       | Maurizio Feller (it)           |
| 8       | Saint-Moritz         | 20 décembre 2000  | Descente | Ambrosi Hoffmann         | Roland Assinger         | Christian Greber               |
| 9       | Saint-Moritz         | 20 décembre 2000  | Super G  | Ambrosi Hoffmann         | Roland Fischnaller      | Patrick Wirth                  |
| 10      | Saas-Fee             | 12 janvier 2001   | Géant,   | Rainer Salzgeber         | Sami Uotila             | Lasse Paulsen                  |
| 11      | Saas-Fee             | 13 janvier 2001   | Géant,   | Sami Uotila              | Davide Simoncelli       | Didier Défago                  |
| 12      | Altenmarkt im Pongau | 17 janvier 2001   | Descente | Maurizio Feller (it)     | Klaus Kröll             | Thomas Graggaber (de)          |
| 13      | Altenmarkt im Pongau | 18 janvier 2001   | Descente | Klaus Kröll              | Andreas Buder           | Roland Assinger                |
| 14      | Altenmarkt im Pongau | 19 janvier 2001   | Super G  | Stephan Görgl            | Rainer Salzgeber        | Ambrosi Hoffmann               |
| 15      | Altenmarkt im Pongau | 19 janvier 2001   | Super G  | Hannes Reichelt          | Stephan Görgl           | Rainer Salzgeber               |
| 16      | Donnersbachwald      | 22 janvier 2001   | Slalom   | Markus Larsson           | René Mlekuz             | Kentarō Minagawa               |
| 17      | Donnersbachwald      | 23 janvier 2001   | Slalom   | Manfred Pranger          | Tom Rothrock (en)       | Pierre Egger (it)              |
| 18      | Courchevel           | 25 janvier 2001   | Géant    | Beni Hofer (it)          | Sami Uotila             | Rainer Salzgeber               |
| 19      | Courchevel           | 25 janvier 2001   | Géant    | Sami Uotila              | Mario Matt              | Vincent Millet (it)            |
| 20      | Les Orres            | 31 janvier 2001   | Descente | Norbert Holzknecht (de)  | Ambrosi Hoffmann        | Klaus Kröll                    |
| 21      | Les Orres            | 1er février 2001  | Descente | Sébastien Fournier-Bidoz | Ambrosi Hoffmann        | Norbert Holzknecht (de)        |
| 22      | Les Orres            | 2 février 2001    | Super G  | Ambrosi Hoffmann         | Stephan Görgl           | Konrad Hari                    |
| 23      | Pozza di Fassa       | 11 février 2001   | Slalom   | Manfred Pranger          | Tom Rothrock (en)       | Cristian Javier Simari Birkner |
| 24      | Pozza di Fassa       | 12 février 2001   | Slalom,  | Tom Rothrock (en)        | Manfred Pranger         | Andrej Miklavc                 |
| 25      | Ravascletto          | 14 février 2001   | Géant    | Beni Hofer (it)          | Walter Girardi (it)     | Christoph Alster (de)          |
| 26      | Ravascletto          | 15 février 2001   | Géant    | Rainer Salzgeber         | Gauthier de Tessières   | Patrick Cogoli (it)            |
| 27      | Bad Wiessee          | 17 février 2001   | Slalom   | Daniel Defago            | Truls Ove Karlsen       | Mitja Dragšič                  |
| 28      | Wildschönau          | 20 février 2001   | Slalom,  | Mitja Dragšič            | Truls Ove Karlsen       | Tom Rothrock (en)              |
| 29      | Wildschönau          | 21 février 2001   | Slalom,  | Kilian Albrecht          | Markus Ganahl (it)      | Mitja Dragšič Kurt Engl        |
| 30      | Sestrières           | 6 mars 2001       | Descente | Norbert Holzknecht (de)  | Ambrosi Hoffmann        | Andreas Buder                  |
| 31      | Sestrières           | 7 mars 2001       | Descente | Klaus Kröll              | Roland Assinger         | Norbert Holzknecht (de)        |
| 32      | Sestrières           | 9 mars 2001       | Super G, | Stephan Görgl            | Patrice Manuel (it)     | Ambrosi Hoffmann               |
| Finales |                      |                   |          |                          |                         |                                |
| 33      | Piancavallo          | 14 mars 2001      | Super G  | Jeff Piccard             | Norbert Holzknecht (de) | Ambrosi Hoffmann               |

### Dames
| N°      | Lieu            | Date             | Épreuve  | Vainqueur                  | Deuxième                      | Troisième                        |
| ------- | --------------- | ---------------- | -------- | -------------------------- | ----------------------------- | -------------------------------- |
| 1       | Bardonnèche     | 5 décembre 2000  | Slalom   | Henna Raita                | Corina Grünenfelder           | Karin Köllerer                   |
| 2       | Bardonnèche     | 6 décembre 2000  | Slalom   | Henna Raita                | Claudia Riegler Denida Karbon |                                  |
| 3       | Serre-Chevalier | 7 décembre 2000  | Slalom,  | Marlies Schild             | Christine Hargin (it)         | Špela Pretnar Tina Maze          |
| 4       | Serre-Chevalier | 7 décembre 2000  | Slalom,  | Marlies Schild             | Ingrid Salvenmoser            | Elisabeth Görgl                  |
| 5       | Chamonix        | 13 décembre 2000 | Slalom,  | Britt Janyk                | Stina Hofgård Nilsen          | Eveline Rohregger (de) Tina Maze |
| 6       | Chamonix        | 14 décembre 2000 | Slalom,  | Lilian Kummer              | Karin Köllerer                | Tanja Poutiainen                 |
| 7       | Les Orres       | 21 décembre 2000 | Super G  | Barbara Kleon (it)         | Julia Mancuso                 | Floriane Paturel (it) Tina Maze  |
| 8       | Les Orres       | 22 décembre 2000 | Super G  | Karin Blaser               | Varvara Zelenskaïa            | Floriane Paturel (it)            |
| 9       | Tignes          | 10 janvier 2001  | Descente | Astrid Vierthaler (de)     | Ingrid Rumpfhuber             | Tamara Müller (de) Tina Maze     |
| 10      | Tignes          | 11 janvier 2001  | Descente | Sabrina Beer (it)          | Ingrid Rumpfhuber             | Astrid Vierthaler (de)           |
| 11      | Davos           | 16 janvier 2001  | Géant    | Lilian Kummer              | Stina Hofgård Nilsen          | Henna Raita Tina Maze            |
| 12      | Davos           | 17 janvier 2001  | Géant    | Lilian Kummer              | Stina Hofgård Nilsen          | Tanja Poutiainen                 |
| 13      | Elbigenalp      | 19 janvier 2001  | Slalom,  | Claudia Riegler            | Henna Raita                   | Tina Maze                        |
| 14      | Elbigenalp      | 20 janvier 2001  | Slalom,  | Christine Sponring         | Hedda Berntsen                | Marina Huber (it)                |
| 15      | Abetone         | 26 janvier 2001  | Géant    | Caroline Pellat-Finet (it) | Eveline Rohregger (de)        | Elisabeth Görgl                  |
| 16      | Pra-Loup        | 31 janvier 2001  | Descente | Katja Wirth                | Marianna Salchinger           | Kristine Kristiansen (it)        |
| 17      | Pra-Loup        | 1er février 2001 | Descente | Ingrid Rumpfhuber          | Michaela Kofler (de)          | Picabo Street                    |
| 18      | Pra-Loup        | 2 février 2001   | Super G  | Barbara Kleon (it)         | Janette Hargin                | Tanja Pieren (it)                |
| 19      | Krompachy       | 18 février 2001  | Géant    | Eveline Rohregger (de)     | Caroline Pellat-Finet (it)    | Kristine Heggelund (it)          |
| 20      | Krompachy       | 19 février 2001  | Géant    | Lilian Kummer              | Kristine Heggelund (it)       | Magdalena Planatscher (it)       |
| 21      | Ravascletto     | 21 février 2001  | Géant,   | Lilian Kummer              | Michaela Kofler (de)          | Caroline Pellat-Finet (it)       |
| 22      | Ravascletto     | 22 février 2001  | Slalom,  | Christine Sponring         | Monika Bergmann               | Henna Raita                      |
| 23      | Ravascletto     | 23 février 2001  | Slalom,  | Christine Sponring         | Henna Raita                   | Christine Hargin (it)            |
| 24      | Rogla           | 24 février 2001  | Slalom,  | Monika Bergmann            | Henna Raita                   | Špela Pretnar                    |
| 25      | Rogla           | 26 février 2001  | Slalom   | Christine Sponring         | Geneviève Simard              | Špela Pretnar                    |
| 26      | Wagrain         | 27 février 2001  | Géant,   | Lilian Kummer              | Selina Heregger               | Eveline Rohregger (de)           |
| 27      | Lenzerheide     | 6 mars 2001      | Descente | Karine Meilleur (it)       | Jenny Owens                   | Ingrid Rumpfhuber                |
| 28      | Lenzerheide     | 7 mars 2001      | Descente | Monika Dumermuth           | Karin Blaser                  | Marlies Schild                   |
| Finales |                 |                  |          |                            |                               |                                  |
| 29      | Piancavallo     | 12 mars 2001     | Géant    | Magdalena Planatscher (it) | Eveline Rohregger (de)        | Kristine Heggelund (it)          |
| 30      | Piancavallo     | 14 mars 2001     | Slalom   | Monika Bergmann            | Stefanie Wolf (it)            | María José Rienda Contreras      |
| 31      | Piancavallo     | 15 mars 2001     | Super G, | Monika Dumermuth           | Patrizia Bassis (it)          | Ingrid Rumpfhuber                |
| 32      | Piancavallo     | 15 mars 2001     | Super G  | Astrid Vierthaler (de)     | Monika Dumermuth              | Catherine Borghi (it)            |